# Bayadera melanopteryx
Bayadera melanopteryx är en trollsländeart som beskrevs av Friedrich Ris 1912. Bayadera melanopteryx ingår i släktet Bayadera och familjen Euphaeidae. IUCN kategoriserar arten globalt som livskraftig. Inga underarter finns listade i Catalogue of Life.